# Nella Marcellino
Nella Marcellino, née le 21 février 1923 à Turin (Italie) et morte le 23 juillet 2011 à Rome (Italie), est une femme politique italienne. Membre du Parti communiste italien (PCI), elle est députée entre 1948 et 1953.

## Biographie
Fille de deux ouvriers de Turin, engagés dans la lutte contre le fascisme et persécutés par la police politique du régime, elle passe son enfance en France puis en Belgique, à la suite de l'exil de sa famille. Elle s'installe à Paris au début des années 1940 et y rencontre des exilés communistes italiens, parmi lesquels Giorgio Amendola, Luigi Longo, Giancarlo Pajetta, Giuseppe Di Vittorio ou encore Arturo Colombi, qui deviendra son mari.
Elle revient en Italie en 1941 et participe à l'organisation des grèves générales de 1942 et 1943 dans la capitale piémontaise. Active dans la résistance italienne, elle est élue après l'instauration de la République plus jeune députée de la Ire législature à la Chambre.
Elle est ensuite dirigeante syndicale à la CGIL jusqu'en 1992.